# یو، پوناپی
یو یا اوه یکی از تقسیمات کشوری در ایالت پوناپی، ایالات فدرال میکرونزی است. نام «یو» یا «U» یکی از کوتاه‌ترین نام‌ها برای یک محل در جهان است.

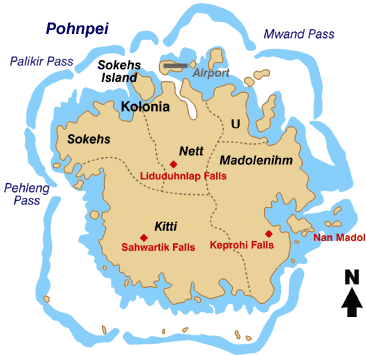
نقشه جزیره پوناپی و تقسیمات کشوری آن

## جزئیات
«یو» یکی از شش منطقه شهرداری در آبخوست پوناپی است که در بخش شمال خاوری آن قرار دارد. بر پایه سرشماری سال ۲۰۰۸، ۲,۲۸۹ نفر در «یو» زندگی می‌کردند. «آلوکاپو» شهر اصلی «یو» است. یک کانال آب، به نام «آلوکاپ کِپیدِوِن»، منطقه شهرداری «یو» را از مادولینیم جدا می‌کند. چند هتل در «یو» وجود دارند.

## آموزش و پرورش
وزارت آموزش و پرورش ایالت پوناپی، مدرسه‌های دولتی زیر را اداره می‌کند:
- مدرسه ابتدایی آواک[۶]
- مدرسه ابتدایی سالاداک[۶]

دبیرستان بیلی اولتر (با نام «پیشین مدرسه مرکزی جزیره پوناپی» و «مدرسه مرکزی جزایر اقیانوس») در کولونیا از کولونیا، نت، سوکس، و یو، دانش‌آموز می‌پذیرد.